# モーフィアスの教室
『モーフィアスの教室』（モーフィアスのきょうしつ）は、三上延による日本のライトノベル。イラストは椎名優。電撃文庫（アスキー・メディアワークス）より2008年1月から11月まで全4巻が刊行された。

## 登場人物
岸杜 直人（きしもり なおと）
主人公。高校二年生。時々「白い世界で何ものかに食われる」という悪夢を見るようになる。
久世 綾乃（くぜ あやの）
幼馴染み。格闘技の心得があり、校内の男子からも怖れられる美少女。
倉野 棗（くらの なつめ）
クラスメイト。小柄で才色兼備のクラス委員。天使のような性格で、直人の想い人。
岸杜 水穂（きしもり みずほ）
直人の妹。おとなしい性格で、家事が得意。
野木 幹央（のぎ みきお）
水穂のクラスメイト。
久世 虹子（くぜ にじこ）
綾乃の母親。髪も服も全身オレンジ。「マダム☆クゼー占いの館」を営む。
佐原（さはら）
養護教諭。
与美島 千鶴（よみじま　ちづる）
美人だが無口で協調性のない生徒。校舎の窓から転落死。
駒江 克巳(こまえ　かつみ）
綾乃のクラス担任。かつて千鶴と恋仲だった。

## 既刊一覧
| タイトル | タイトル                           | 初版発売日     | ISBN                |
| -------- | ---------------------------------- | -------------- | ------------------- |
| 1        | モーフィアスの教室                 | 2008年1月10日  | ISBN 978-4840241496 |
| 2        | モーフィアスの教室2 楽園の扉       | 2008年3月10日  | ISBN 978-4840241946 |
| 3        | モーフィアスの教室3 パンタソスの刃 | 2008年6月10日  | ISBN 978-4048670944 |
| 4        | モーフィアスの教室4 黄昏の王女     | 2008年11月10日 | ISBN 978-4048673501 |